# Clidemia barbata
Clidemia barbata är en tvåhjärtbladig växtart som beskrevs av José Jéronimo Triana. Clidemia barbata ingår i släktet Clidemia och familjen Melastomataceae. Inga underarter finns listade i Catalogue of Life.